# Ḩamāmak
Ḩamāmak (persiska: حمامک) är en ort i Iran.   Den ligger i provinsen Teheran, i den centrala delen av landet, 40 km sydost om huvudstaden Teheran. Ḩamāmak ligger 1 168 meter över havet och antalet invånare är 970.
Terrängen runt Ḩamāmak är huvudsakligen kuperad, men åt sydväst är den platt. Runt Ḩamāmak är det tätbefolkat, med 297 invånare per kvadratkilometer. Närmaste större samhälle är Sharīfābād, 9,7 km söder om Ḩamāmak. Trakten runt Ḩamāmak består i huvudsak av gräsmarker.